# Doffe donsrug
De doffe donsrug (Stygnocoris fuligineus) is een wants uit de onderfamilie Rhyparochrominae en uit de familie bodemwantsen (Lygaeidae).
De onderfamilie Rhyparochrominae wordt ook weleens als een zelfstandige familie Rhyparochromidae gezien in een superfamilie Lygaeoidea. Lygaeidae is conform de indeling van bijvoorbeeld het Nederlands Soortenregister.

## Uiterlijk
De doffe donsrug is 2,5 tot 3,3 mm lang. Net als de andere soorten uit het genus Stygnocoris draagt deze wants fijne haartjes op het halsschild (pronotum) en voorvleugels. De kop, het schildje (scutellum) en de voorkant van het halsschild (pronotum) zijn zwart. De onderkant van het halsschild en de voorvleugels zijn bruinzwart. Ze zijn altijd langvleugelig (macropteer). Hij lijkt op de Stygnocoris sabulosus, maar hij onderscheidt zich door de doffere bovenkant, de veel kortere haartjes en de donkerder dijen.

## Verspreiding en habitat
De soort komt voor in Europa van het zuidelijk deel van Scandinavië tot in het Middellandse Zeegebied en daar aansluitend Noord-Afrika. Naar het oosten is hij verspreid tot in Rusland en de Kaukasus. Hij komt voor in allerlei open tot halfschaduwrijke leefgebieden en heeft geen voorkeur voor een bepaalde bodemsoort. Wel houdt hij van warme, droge plaatsen met een kruidenrijke begroeiing.

## Leefwijze
De wantsen leven voornamelijk op de bodem en zuigen aan de zaden van verschillende soorten planten. Soms zijn ze ook in de planten te vinden. De imago’s en soms ook nimfen overwinteren en paren in april en mei, waarna er eitjes op de bodem worden gelegd. De nieuwe generatie verschijnt dan in Augustus. De wantsen uit die generatie kunnen voor een tweede generatie zorgen, die als het najaar niet gunstig genoeg is om zich tot volwassen wants te ontwikkelen als nimf overwinteren.